# انقلاب ديسمبر 1949 (سوريا)
الانقلاب العسكري في سوريا في ديسمبر 1949، هو ثالث انقلاب عسكري في البلاد خلال عام واحد. أطاح به الجنرال أديب الشيشكلي بقائد الجيش سامي الحناوي، وشكل ضغطًا على حزب الشعب لمنع الوحدة مع العراق، أو أي تقارب اقتصادي - عسكري معه.

## سير الأحداث
وقع الانقلاب العسكري الأول بقيادة حسني الزعيم في مارس 1949 غير أنه خلع على يد سامي الحناوي في أغسطس 1949 بعد سخط شعبي من حكمه، بانقلاب آخر قام به الجيش بعد ثلاثة أشهر فقط، وكان الزعيم قد ألغى العمل بالدستور لذلك نظمت قيادة الانقلاب انتخابات لجمعية تأسيسية، وتمت الانتخابات في 15 نوفمبر 1949. أسفرت نتائج الانتخابات عن فوز حزب الشعب بالمركز الأول، كان حزب الشعب المدعوم أساسًا في حلب وحمص، ينافح عن الوحدة مع العراق تحت التاج الهاشمي، وهو ما راق لقادة الانقلاب، في حين خلق ضغط سعودي - مصري على الحكومة والجمعية التأسيسية لمنع تحقيقه، أو أي تعاون سياسي أو اقتصادي.
الانقسام السياسي وصل إلى الجيش، ورغم أن الحناوي كان قد أصدر قرارًا يحظر على الجيش أي نوع من التدخل السياسي أو الولاء الحزبي، إلا أن القرار لم يطبق فعلاً. كان أديب الشيشكلي ضابطًا في الجيش وقائد الفرقة العسكرية في درعا، وقد دعم الزعيم في انقلابه، غير أن الزعيم عاد وأبعده عن منصبهِ، وقام الحناوي بإعادته إلى منصبه في 1 ديسمبر 1949 في درعا. وبعد أيام قليلة، في 19 ديسمبر 1949 تحرك أديب الشيشكلي مع مجموعة من الضباط واعتقلوا سامي الحناوي في دمشق وهرب معاونه وشقيق زوجته محمد أسعد طلس إلى بيروت. وتم الانقلاب سلميًا، وأذاع الشيشكلي بيانًا موقعًا باسم قيادة الجيش ينصّ أن: «الجيش السوري قد تحرك حفاظًا على أمن البلاد، لأن الحناوي وأسعد طلس وعدد من القادة السياسيين عملوا ضد مصحلة البلاد وتحالفوا مع قوى خارجية». قال الشيشكلي أيضًا عبارته الشهيرة: «نحن جمهوريون، ولا نحتاج لملك أبدًا». قال الشيشكلي بأن النظام الجمهوري سيستمر على حالهِ، طالبًا من الرئيس هاشم الأتاسي تأليف حكومة جديدة شكلها خالد العظم، ومثل بها الجيش بضابط في وزارة الدفاع، وقبل الجيش جميع أعضائها، وتدخل في أغلب أعمالها.